# لينا ناير
لينا ناير (بالهندية: लीना नायर؛ بالإنجليزية: Leena Nair) هي سيدة أعمال هندية، ولدت في 28 أكتوبر 1969 في كولهابور في الهند.